# English Electric Ayr
English Electric M.3 Ayr byl britský třímístný pobřežní hlídkový létající člun navržený a postavený společností English Electric. Typ nedokázal vzlétnout, a jeho další vývoj byl opuštěn.

## Vznik a vývoj
Společnost English Electric se v době, kdy pracovala na typu Kingston, rozhodla experimentovat s konstrukcí menšího létajícího člunu. Výsledkem projektu byl jednomotorový dvouplošník pojmenovaný Ayr, vzniklý v roce 1924. Jeho trup navrhl Linton Hope, konstruktér trupu Kingstonu. Spodní křídlo se značným vzepětím bylo na trupu umístěno velmi nízko, takže když byl letoun na vodní hladině, kořen křídla byl ponořen. Toto uspořádání mělo letounu poskytnout stabilitu při pojíždění a usnadnit nakládání pum. Během zkoušek se ale prototyp nakláněl doprava a nepodařilo se mu vzlétnout.

## Specifikace
Údaje podle

### Technické údaje
- Osádka: 3
- Délka: 12,40 m (40 stop a 8 palců)
- Rozpětí: 14,02 m (46 stop)
- Výška: 4,12 m (13 stop a 8 palců)
- Nosná plocha: 43,3 m² (466 čtverečních stop)
- Prázdná hmotnost: 2 003 kg (4 406 liber)
- Vzletová hmotnost: 3 112 kg (6 846 lb)
- Pohonná jednotka:  1 × kapalinou chlazený dvanáctiválcový motor s válci do W Napier Lion IIB
- Výkon pohonné jednotky:  336 kW (450 hp)

### Výkony
- Maximální rychlost: 204 km/h (110 uzlů, 127 mph)
- Dolet:
- Dostup: 4 400 m (14 500 stop)

### Výzbroj
- 1 × pohyblivý kulomet Lewis ráže 7,7 mm v příďovém střelišti
- 1 × pohyblivý kulomet Lewis ráže 7,7 mm v hřbetním střelišti
- možnost nesení pum pod spodním křídlem